# 67711 Mitsuotoyokawa
67711 Mitsuotoyokawa este o planetă minoră (asteroid), cu un diametru de 2,267 km, din centura de asteroizi. A fost descoperită pe 18 octombrie 2000 la Bisei Spaceguard Center⁠(d) de BATTeRS⁠(d). 
Obiectul prezintă o orbită caracterizată de o semiaxă mare de 2,2775674498511 UAi, o excentricitate de 0,055986718816864, o înclinație de 5,7867143007242 ° în raport cu ecliptica.